# Макнилл, Найалл
Найалл Макнилл (англ. Niall McNeill; 1899—1969) — ирландский военный, географ и энтомолог-любитель. Специализировался на стрекозах и клопах.
После военной службы (дослужился до полковника) работал в картографическом ведомстве (в топографическом отделе Управления артиллерийского вооружения Ирландии, позже Национальное картографическое агентство Ирландии). В 1935 получил должность заместителя директора этой организации.
Во время работы картографом Макнилл восстановил работу над некоторыми разделами топонимики, которыми до него активно занимались Джон О'Донован и Юджин О'Карри. В рамках своего ведомства пытался внедрить полевые заметки в работу геодезических служб, в том числе при обнаружении археологически важных объектов. Опубликовал статью, в которой представил свою картографическую сетку и дал практические рекоммендации для работы геодезистов по ней. Высказывался за развитие гидрографии.
Наряду с Синтией Лонгфилд был одним из первых, кто начал изучать стрекоз в Ирландии, но был любителем в отличие от Лонгфилд. Наиболее известен работами с личинками Odonata. В дальнейшем результаты исследований личинок и многочисленные зарисовки Макнилла были использованы для создания определителя Гарднера. Незадолго до смерти Макнилл издал труд, посвященный полужесткокрылым — список их находок на территории Ирландии, и систематизировал свои и Лонгфилд находки стрекоз в Ирландии, отправив их затем в Biological Records Centre в Monk’s Wood в Англии.
Был знаком с одонатологами Синтией Лонгфилд, Эриком Гарднером и Фредериком Фрейзером.
Был членом Ирландской королевской академии, Королевского энтомологического общества, дублинского полевого клуба натуралистов.

## Семья
- Оуэн Макнилл — отец, крупный политик и учёный, основатель организации Ирландских добровольцев.
- Агнес Мур — мать.
- Брайан Макнилл — брат.
- Турлох Макнилл — брат.

## Публикации
Найалл Макнилл опубликовал более 30 статей и заметок в период 1949—1969.
- Niall MacNeill. 1949. Distribution of Dragonflies in Ireland. — The Irish Naturalists' Journal. V. 9, No. 9. P. 231—241.
- Niall MacNeill. 1950. Dragonflies: A Key to the Nymphs of the Coenagriidae Common in Ireland (Odonata: Zygoptera). — The Irish Naturalists' Journal. V. 10, No. 2. P. 32—38.
- Niall MacNeill. 1951. The Dragonfly Erythromma najas (Hansemann) "The Red-Eyed Damsel-Fly" (Odonata: Zygoptera: Coenagriidae). — The Irish Naturalists' Journal. Vol. 10, No. 5. P. 122—125.
- Niall MacNeill. 1960. A Study of the Caudal Gills of Dragonfly Larvae of the Sub-Order Zygoptera. — Proceedings of the Royal Irish Academy. Section B: Biological, Geological, and Chemical Science. V. 61 (1960/1961). P. 115—140.
- Niall MacNeill. 1967. Pedal Combs of the Larvae of Dragonflies (Odonata). — Proceedings of the Royal Irish Academy. Section B: Biological, Geological, and Chemical Science. V. 65 (1966/1967). P. 391—406.
- Niall MacNeill. 1967. Respiratory Process in the "Duplex" Caudal Gills of Agrionid Dragonfly Larvae. — Proceedings of the Royal Irish Academy. Section B: Biological, Geological, and Chemical Science. — V. 65. P. 261—268.
- Niall MacNeill. 1968. Use and Misuse of Map Gridding. — The Irish Naturalists' Journal. V. 16, No. 1. P. 2—4.
- Niall MacNeill. 1973. A Revised and Tabulated List of the Irish Hemiptera-Heteroptera: Part I. Geocorisae. — Proceedings of the Royal Irish Academy. Section B: Biological, Geological, and Chemical Science. V. 73. P. 57—60.

1. 1 2 3 4 5 6 7 8 9  Cynthia Longfield. Obituary. Niall MacNeill, 1899-1969 (англ.) // The Irish Naturalists' Journal : журнал. — 1970. — April (vol. 16, no. 10). Архивировано 21 марта 2025 года.
2. 1 2  Gambles R.M. A history of Odonatology in the British Isles (англ.) // Proceedings of the third international symposium of odonatology. — 1975. — 14—18 6. — P. 1—10. Архивировано 21 марта 2025 года.
3. 1 2  Nelson B., Ronayne C., Thompson R. Ireland Red List No.6: Damselflies & Dragonflies (Odonata) (англ.) / Kingston N., Marnell F.. — Dublin, Ireland.: National Parks and Wildlife Service, Department of the Environment, Heritage and
Local Government, 2011. — P. 3. — 27 p. — ISBN 2009‐2016.
4. 1 2  Brian Nelson. Species Inventory for Northern Ireland Odonata (англ.) // Ulster Museum. — 1996. — P. 1—7.
5. 1 2 3  Nelson B., Thompson R. The Natural History of Ireland’s Dragonflies (англ.). — Botanic Gardens, Belfast: Nicholson & Bass Ltd, 2004. — P. 40—42. — 464 p. — ISBN 0900761458. Архивировано 15 января 2021 года.
6. ↑  O'Connor J.P., Nash R. Notes on Some Mss. Relating to Dragonflies (Insecta: Odonata) by the Late Colonel Niall MacNeill (англ.) // The Irish Naturalists' Journal : журнал. — 1979. — January (vol. 19, no. 9). — P. 316—317.